# 1261

## Události
Česko
- 20. srpen – založen cisterciácký klášter ve Vizovicích, což je zároveň první písemná zmínka o obcích, které byly darovány vizovickému klášteru (například Vizovice, Biskupice nebo Újezd)
- 18. říjen – Markéta Babenberská odešla z Pražského hradu
- 25. říjen – Přemysl Otakar II. se oženil s Kunhutou, vnučkou uherského krále Bély IV.
- 25. prosinec – pražská korunovace Přemysla Otakara II. a Kunhuty Uherské
- první písemná zmínka o městě Kouřimi
- Vok I. z Rožmberka byl jmenován prvním hejtmanem Štýrska

Svět
- Nikajský císař Michael VIII. Palaiologos dobyl Konstantinopol a osvobodil tak hlavní město Byzantské říše
- 9. červen – mamlúcký sultán Egypta az-Záhir Ruknuddín Bajbars jmenoval chalífou Abbásovce Ahmada al-Mustansir billáh. Egyptští Abbásovci vykonávali tuto funkci do roku 1517.
- 25. červen – poslední příslušník nikájské dynastie Laskarisů císař Jan IV. byl oslepen a odeslán do kláštera, moci se definitivně ujal Michael VIII. Palaiologos
- Začíná éra egyptských Abbásovců

## Narození
- 11. února – Ota III. Dolnobavorský, dolnobavorský vévoda a uherský král († 9. září 1312)
- 28. února – Markéta Skotská, norská královna jako manželka Erika II. († 9. dubna 1283)
- 9. října – Dinis I., portugalský král († 7. ledna 1325)
- Bohemund VII. z Tripolisu, antiochijský kníže († 1287)
- Daniil Alexandrovič, moskevský kníže, nejmladší syn Alexandra Něvského († 5. března 1303)
- Isabela z Anjou, uherská královna jako manželka Ladislava IV. Kumána († 1303/1304)
- Vladislav I. Lokýtek, polský král († 2. březen 1333)

## Úmrtí
- 25. května – Alexandr IV., papež (* okolo 1199)
- 9. listopadu – Sancha Provensálská, římská královna jako manželka Richarda Cornwallského (* 1225)

## Hlava státu
- České království – Přemysl Otakar II.
- Svatá říše římská – Richard Cornwallský – Alfons X. Kastilský
- Papež – Alexandr IV./Urban IV.
- Anglické království – Jindřich III. Plantagenet
- Francouzské království – Ludvík IX.
- Polské knížectví – Boleslav V. Stydlivý
- Uherské království – Béla IV.
- Portugalské království – Alfons III.
- Kastilie – Alfons X. Kastilský
- Aragonské království – Jakub I. Dobyvatel
- Latinské císařství – Balduin II.
- Nikájské císařství – Theodoros II. Laskaris – Jan IV. Dukas Laskaris a Michael VIII. Palaiologos (regent)
- Bulharsko – Konstantin I. Asen
- Vladimirsko-suzdalské knížectví – Alexandr Něvský
- Dánsko – Erik V. Dánský
- Švédsko – Valdemar I. Švédský